# Lithophane angulata
Lithophane angulata là một loài bướm đêm trong họ Noctuidae.